# Last Mission
Last Mission è un videogioco arcade sparatutto fantascientifico, a scorrimento multidirezionale, pubblicato nel 1986 dalla Data East e successivamente per i computer Commodore 64 e ZX Spectrum dalla U.S. Gold.

## Modalità di gioco
Il giocatore controlla un'astronave che può muoversi liberamente in un ambiente bidimensionale con visuale dall'alto. L'astronave è mostrata sempre al centro dello schermo, ma può dirigersi nelle otto direzioni cardinali, e lo scenario scorre di conseguenza. L'avanzamento è continuo e si cambia direzione spingendo direttamente i comandi nella direzione voluta, causando la rotazione automatica della navicella.
L'obiettivo è distruggere le forze aliene sorvolando la superficie di un pianeta. Si perde un'astronave istantaneamente in caso di contatto con velivoli, installazioni di terra o proiettili nemici.
Si dispone di diverse armi intercambiabili, oltre a una scorta limitata di smart bomb. Dalle installazioni nemiche distrutte si possono ottenere nuove armi sotto forma di power-up contrassegnati da una lettera. Ogni arma, a parte il laser di base, ha una durata limitata visualizzata tramite una barra.
Uno scanner in basso, che rappresenta l'intera area come una griglia 4x4, mostra numero e posizione approssimativa delle unità nemiche di terra rimaste. 
Una barra formata da stelle rappresenta i danni inflitti complessivamente al nemico nel livello corrente; quando si riesce a esaurire la barra arriva un'astronave madre che è il boss da distruggere per passare al livello successivo. L'aspetto degli scenari varia; il primo livello si svolge in una zona marittima, poi il tipo di territorio cambia, comprendendo anche uno scenario nello spazio.